# Fossile Teppichmuschel
Die Fossile Teppichmuschel (Polititapes senescens, Syn.: Tapes senescens, Syn.: Polititapes aureus senescens, Syn.: Venerupis senescens) ist eine ausgestorbene Muschelart aus der Familie der Venusmuscheln (Veneridae) in der Ordnung der Venerida.

## Merkmale
Die Fossile Teppichmuschel ähnelt der Getupften Teppichmuschel (Venerupis corrugata), ist aber nicht so trapezförmig wie diese. Der deutlich gekrümmte Wirbel liegt weit versetzt von der Mitte der Schale. Die Skulptur ist durch unregelmäßige Anwachsstreifen gekennzeichnet, die parallel zum Schalenrand verlaufen. Die Mantelbucht ist klein und reicht nicht oder kaum bis zur Mitte der Schale. Die am Strand gefundenen Schalen sind oft insbesondere zwischen den Anwachsstreifen stark erodiert und teilweise abgeschliffen. Die Schale ist kalkig-weiß, meist aber blau-grau oder braun verfärbt. Eine Schale kann bis zu 60 mal 40 mm groß sein.

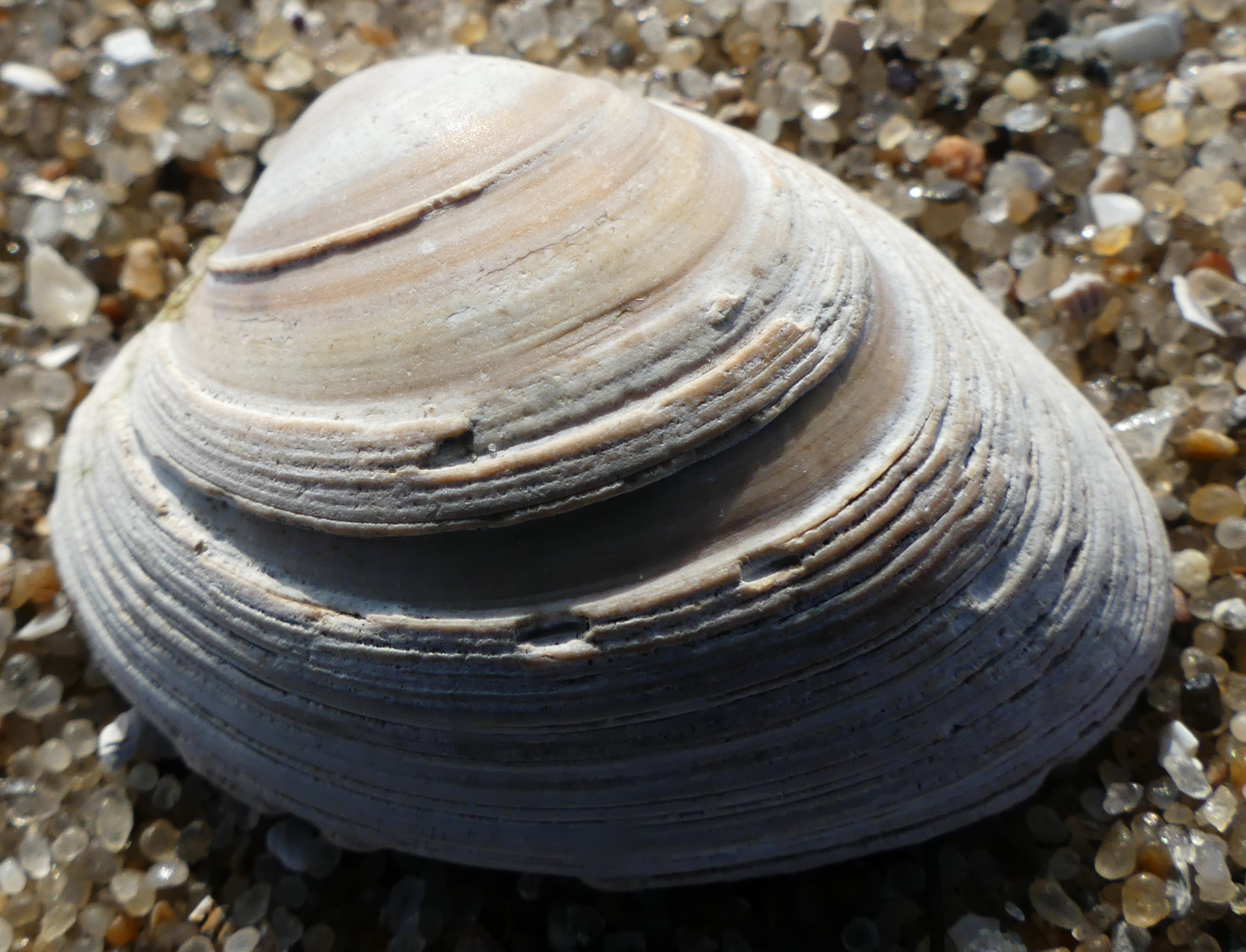
Erodierte Schale der Fossilen Teppichmuschel
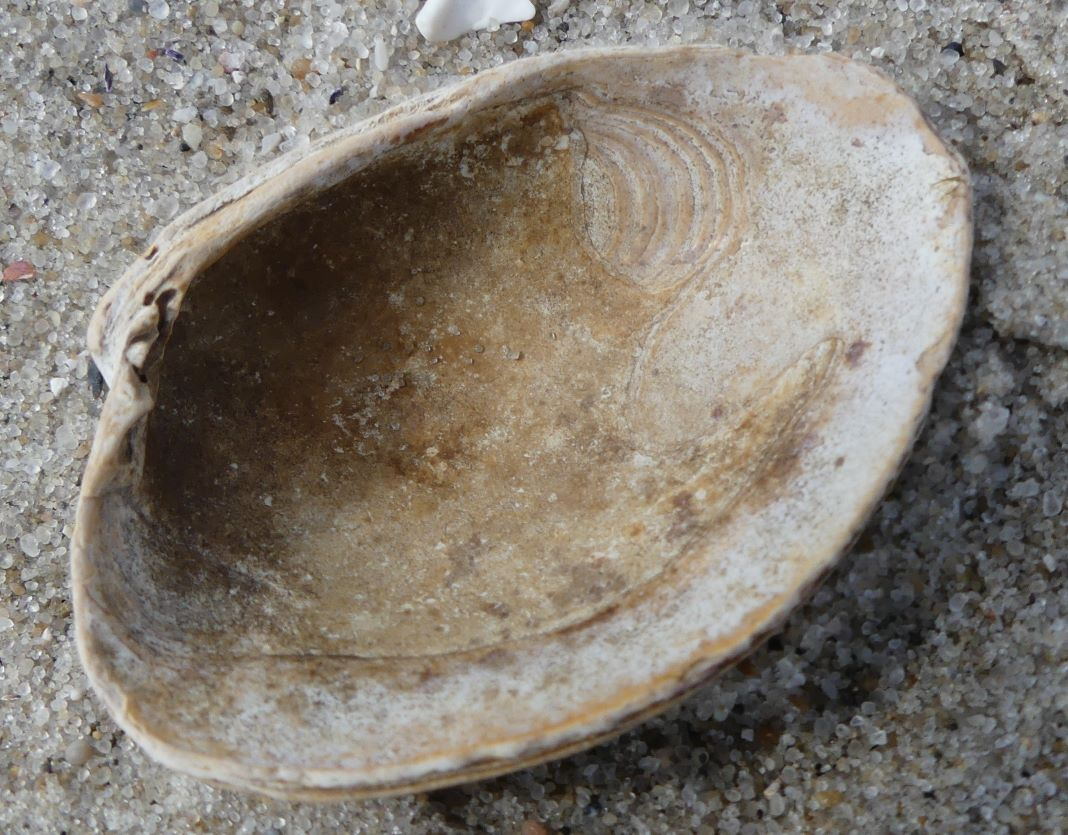
Innenseite einer Schale der Fossilen Teppichmuschel mit Mantelbucht
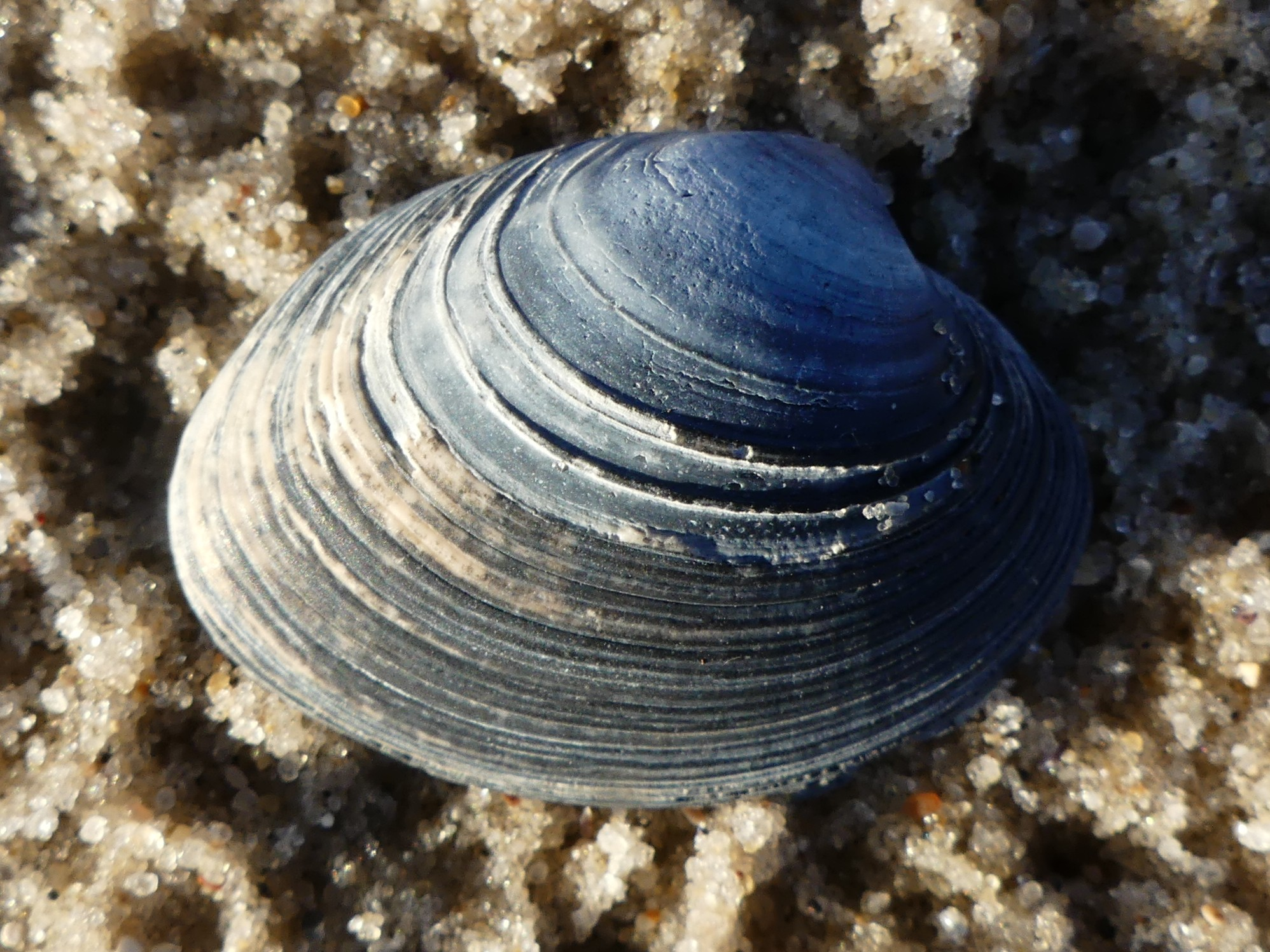
Dunkel verfärbte Schale der Fossilen Teppichmuschel

## Systematik
Die Fossile Teppichmuschel wird teilweise auch als Unterart der Goldenen Teppichmuschel (Polititapes aureus) betrachtet und dann dementsprechend als Polititapes aureus senescens bezeichnet. Die rezente Goldene Teppichmuschel lebt in Süd- und Westeuropa, wurde in Deutschland bisher aber nicht lebend gefunden.

## Vorkommen
Schalen der Fossilen Teppichmuschel werden immer wieder an Nordsee-Stränden Dänemarks, Deutschlands und der Niederlande gefunden. Darüber hinaus ist die Art aus vielen Bodenbohrungen in den Niederlanden und Bohrungen und Aufschlüssen deutscher Ostseeregionen bekannt.

## Zeitliche Einordnung
Polititapes senescens lebte in der Eem-Warmzeit vor gut 100.000 Jahren. Die Muschel wird deshalb auch als Eem-Muschel oder Eemzeit-Teppichmuschel bezeichnet. Oft wird sie auch als Leitfossil für diese Warmzeit genannt (z. B.). Sie ist allerdings auch in älteren geologischen Schichten der Sauerstoff-Isotopenstufe (MIS) 10 oder 11 gefunden worden. Polititapes senescens muss also auch schon vor 400.000 Jahren oder noch früher gelebt haben. Da die der Eemzeit zugerechneten Schichten aber nicht so tief liegen und wesentlich besser zugänglich sind als die älteren Schichten, dürfte es sich bei den meisten am Strand gefundenen Fossilen Teppichmuscheln tatsächlich um Exemplare aus der Eemzeit handeln.